# Mostra Internacional de Films de Dones de Barcelona
La Mostra Internacional de Films de Dones de Barcelona és un festival de cinema que se celebra a Barcelona des de l'any 1993. Té l'objectiu de promoure el cinema dirigit per dones i el de visibilitzar la cultura audiovisual femenina a través de la projecció de pel·lícules internacionals fetes per dones.
La Mostra Internacional de Films de Dones de Barcelona forma part de La Plataforma (festivals de cinema, vídeo i multimèdia de Barcelona), de Trama (Coordinadora de Mostres i Festivals de cinema, vídeo i multimèdia realitzat per dones), de la Coordinadora de Festivals i Mostres de Cinema i Vídeo de Catalunya, de la Coordinadora Europea de Festivals i de la Xarxa Internacional de Festivals de Cinema de Dones. L'entitat organitzadora de la Mostra de Cinema de Dones és Drac Màgic. El 2005 va guanyar el Premi Nacional d'Audiovisual del 2005 concedit per la Generalitat de Catalunya.

## Precedents i origen de la mostra
El 1987 algunes membes de l'associació Drac Màgic i també de LaSal van viatjar a la Fira del Llibre Feminista de Montréal per prendre com a referent la proposta amb la intenció de començar una iniciativa semblant a Barcelona. Durant aquest esdeveniment se celebrava de manera paral·lela el Festival de Films et Vidéos des Femmes, al quan hi van assistir algunes de les activistes i editores.
El juny de 1990, en el marc de la IV Fira Internacional del Llibre Feminista celebrada a Barcelona, Drac Màgic va fer un primer apropament per fer un festival de cinema femení a la ciutat a través de la programació de la Setmana del cinema fet per dones a la Filmoteca de Catalunya.

## Edicions
Article principal: Llista de pel·lícules projectades a la Mostra Internacional de Films de Dones de Barcelona

### Primera edició (1993)
La primera edició de la Mostra es va celebrar entre el 14 i el 20 de juny de 1993 a la Filmoteca de Catalunya. La proposta va estar dividida en tres seccions: Panorama, Memòria i Monografia i cadascuna d'elles es va dedicar a un tema en particular.
A partir d'aquell moment la secció Panorama es va centrar en la inclusió de dones cineastes com a referents cinematogràfics. Algunes de les propostes presentades anaven més enllà de l'oci i oferien interessants punts de vista sobre altres situacions, vivències i espais geogràfics. En aquesta primera edició les programadores van destacar l'absència de produccions espanyoles.
La monografia de la primera edició compartia el mateix àmbit geogràfic, doncs va estar dedicada a les directores i productores britàniques. La selecció espaial va ser simplement un marc de visió per a un seguit de propostes que retrataven la introducció de les dones en el sector cinematogràfic, així . Alguns dels llargmetratges previstos per a aquesta edició, com ara Orlando o Antonia i Jane no es van emetre finalment per conflictes amb les distribuïdores, que no van voler cedir-les per a una preestrena.
Pel que fa a la secció de Memòria, aquesta edició va escollir les pioneres del cinema com a fil conductor. La particularitat és que totes les obres i autores seleccionades s'havien desenvolupat abans dels anys seixanta del segle xx. Així mateix, aquesta proposta va comptar amb l'ajuda de la distribuïdora Cinenova.

### Segona edició (1994)
Emmirallant-se en altres festivals de cinema de dones, aquesta edició celebrada entre el 6 i el 12 de juny de 1994, es va centrar únicament en les aportacions cinematogràfiques dirigides per dones.  En aquesta ocasió es va afegir una secció d'homenatge pòstum dedicada a la directora sueca Mai Zetterling, que havia visitat la ciutat el 1990 per visitar el precedent d'aquest festival de cinema. Per aquest motiu es va projectar una de les seves darreres pel·lícules: Amorosa (1986).
La secció Panorama va comptar per primer cop ammb obres de cineastes de l'estat espanyol, en aquest cas amb una obra dirigida per Arantxa Lazkano. Pel que fa a la secció Monografia, aquesta va centrar-se en la Mirada Documental, és a dir en el cinema de no ficció, mentre que la secció de Memòria va centrar-se de nou en un únic àmbit geogràfic per donar visibilitat a les pioneres de Nord-amèrica. En aquesta secció es va afegir un homenatge particular a l'obra de la cineasta mexicana Matilde Landeta, així com la projecció d'un documental dedicat a les pioneres del cinema mut americà.
Aquesta edició va comptar amb la novetat d'una secció de curtmetratges fet per realitzadores catalanes.

### Tercera edició (1995)
Aquesta edició es va celebrar entre el 29 de maig i el 4 de juny de 1995 i va ser la primera en què Drac Màgic va organitzar actes paral·les a la projecció de pel·lícules amb la intenció de generar espais de debat i reflexió per a la creació i per a l'establiment de xarxes professionals tot emmarcat en el conjunt de la teoria feminista.
La secció Panorama va comptar amb les aportacions catalanes de Marta Balletbò-Coll i Núria Olivé-Bellés a més d'un film espanyol dirigit per Azuzena Rodríguez.  La secció Monografia va estar dedicada a les realitzadores cubanes i va rebre el suport de l'ICAIC (Institut Cubà de l'Art i la Indústria Cinematogràfiques). Pel que fa a la secció de Memòria, aquesta es va centrar en la figura d'Alice Guy, una cineasta francesa caiguda en l'oblit malgrat les dècades de recerca i producció cinematogràfica pionera. En aquesta ocasió es van projectar pel·lícules originals de l'autora, així com el documental Qui est Alice Guy? (Qui és l'Alice Guy?) de Nicole-Lise Bernheim. Pel que fa a la secció de curtmetratges, va estar dedicada a les realitzadores de l'Estat Espanyol.

### Quarta edició (1996)
La mostra de 1996 es va celebrar entre el 3 i el 9 de juny a la Filmoteca de Catalunya. En aquesta ocasió el certàmen va dedicar un homenatge a l'escriptora i  directora francesa Marguerite Duras. Així mateix, a la secció Panorama es van projectar els continguts habituals de cinema produit en anys anteriors. També es va afegir una secció de Retrospectiva per homenatjar a cineastes pioneres com ara Alice Guy, Agnès Varda o Mai Zetterling, però que en aquesta ocasió també va posar un especial focus en la cineasta italiana Elvira Notari.
Per acabar, la secció de curtmetratges d'aquesta edició va estar dedicada a les cineastes catalanes. Es va tractar principalment de la projecció de treballs inicials.

### Cinquena edició (1997)
Aquesta edició es va celebrar entre el 9 i el 15 de juny de 1997 a la Filmoteca de Catalunya. En aquesta ocasió, la Mostra va oferir un reconeixement a les pioneres nòrdiques del cinema amb una secció pròpia amb noms com Adrienne Soler o Edith Carlmar. Així mateix, la secció Panorama va oferir una interessant selecció marcada per una temàtica particular, la de dones i conflicte, així com experiències de lesbianisme o immigració entre d'altres.  També es va incloure la projecció de pel·lícules de realitzadores alemanyes i l'habitual projecció de curtmetratges de realitzadores catalanes.
Finalment, la mostra va innovar amb la introducció d'una secció dedicada a les persones treballadores del sector de l'Educació per projectar curtmetratges del Leeds Animation Workshop que pretenien sensibilitzar contra el sexisme o a favor de l'ecologia.

### Sisena edició (1998)
L'edició d'aquest any va canviar d'ubicació i es va celebrar entre el 8 i el 14 de juny al Cinema Aquitània de Barcelona. En aquesta ocasió es va retre homenatge a la cineasta Pilar Miró, que havia mort l'any anterior. Drac Màgic en va publicar una entrevista al catàleg de l'edició. A més d'aquest reconeixement particular, l'organització va ampliar la visibilització de pioneres nòrdiques amb una breu selecció.
Pel que fa a la secció Panorama, la Mostra va seguir apostant per produccions cinematogràfiques que s'allunyaven de les narratives femenines que s'estaven començant a projectar als cinemes, amb mirades que reconeixien la diversitat i la complexitat del món.
L'edició de 1998 va recuperar també algunes seccions històriques de la mostra, com ara el Monogràfic, titulat Imatges del passat, on es recuperava aquest temps a través de l'òptica del documental i muntatges fets amb material d'arxiu, o la secció de Curtmetratges que aquell any va incorporar, com a novetat, realitzadores de l'ECAM (Escuela de Cinematografía y del Audiovisual de la Comunidad de Madrid) a banda de les tradicionals produccions catalanes.

### Setena edició (1999)
La setena Mostra es va celebrar entre el 7 i el 13 de juny de 1999 a la Filmoteca de Catalunya. En aquesta ocasió es va retre homenatge a la cineasta alemanya ì pionera de l'animació Lotte Reiniger amb la projecció de la pel·lícula Die Abenteuer des Prinzen Achmed (Les aventures del príncep Achmed).  Aquesta edició va estar marcada per la innovació, doncs es van afegir i modificar algunes categories, entre elles la secció Revelacions amb una retrospectiva de l'obra de la creadora multimèdia Eugènia Balcells elaborada per ella mateixa, així com part del treball d'experimentació cinematogràfica de l'animadora Alison de Vere.
La secció Panorama es va ampliar amb la projecció d'un conjunt titulat Cinc recorreguts documentals ordenat a partir de les mirades temàtiques de la guerra, el treball, les transgressions, les mirades i territoris i els relats. En canvi, la secció de curtmetratges dedicats a realitzadores de l'Estat Espanyol es va mantenir.
Les grans novetats de l'edició van ser la inclusió d'una secció específica per a la videocreació repartida en tres programes realitzats per l'equip OVNI (Observatori de Vídeo No Identificat) que va incloure una producció catalana de Neus Buira. Per tercera vegada es va treballar en la creació d'un film col·lectiu a partir de la convocatòria L'Espai Propi obert a totes les dones que van fer un curtmetratge d'un minut centrat, en aquest cas, en la temàtica de l'espai públic i l'espai privat.

### Vuitena edició (2000)
Aquesta Mostra es va celebrar entre el 12 i el 18 de juny del 2000 al Cinema Aquitània de Barcelona. En aquesta ocasió es van dissenyar sis categories diferents, entre les quals un homenatge a la pionera del cinema surrealista Germaine Dulac, dues obres de la qual ja havien estat projectades a la primera edició de la mostra. Les creacions més actuals de cinema de ficció i documental es van mostrar a la secció Panorama, tot plegat, de nou, amb propostes que documentaven o denunciaven situacions diverses. Pel que fa a la secció de Curtmetratges, l'organització va anunciar que s'havien rebut més propostes que en anteriors edicions i també que la qualitat havia augmentat.
A banda de l'exploració videogràfica amb la selecció del grup OVNI, la convocatòria Un espai propi per elaborar un film col·lectiu va estar centrada en la visió particular dels plaers de les dones participants.

### Novena edició (2001)
La novena Mostra es va celebrar entre l'11 i el 17 de juny de 2001 al Cinema Aquitània de Barcelona. Aquesta edició va comptar amb treta pel·lícules distribuides en sis categories. La categoria Panorama va comptar amb novetats de ficció i documental de països com ara Espanya, Bèlgica, Canadà, Estats Units, Gran Bretanya, França, Iran, Índia, Nicaragua, Tunísia, Suècia o la Xina i la categoria de Curtmetratges va projectar obres de productores espanyoles. També es va mantenir Un espai propi, un fil col·lectiu amb una convocatòria dedicada a les noses.
A banda, es van proposar noves seccions, com ara From the Seventies, una proposta per retre homenatge a dues pioneres del feminisme al cinema, Laura Mulvey i Sally Potter. També es va plantejar un reconeixement titualt Àfriques dedicat a les realitzadores africanes i a la Mostra de cinema africà de Barcelona. La mostra, que no va comptar amb seccions dedicades a la projecció d'exploracions videogràfiques com en altres ocasions, sí que va comptar amb una secció titulada De revoltes i alliberaments que recollia la participació de les dones en els processos de transformació social.
En el marc d'aquesta edició també es va celebrar un col·loqui titulat Recerca Històrica i Registre Visual el 13 de juny a Casa Elizalde.

### Desena edició (2002)
Entre el 10 i el 16 de juny va celebrar-se als cinemes Verdi la Mostra Internacional de Films de Dones de Barcelona. L'organització va anunciar el canvi de cinema per poder assolir la tecnologia necessària per a projectar totes les pel·lícules.
El desè aniversari va anar acompanyat per la publicació d'un llibre recopil·latori amb les pel·lícules projectades en les nou edicions anteriors, així com articles que reflexionaven sobre els temes programats.
En aquesta edició es van recuperar algunes de les seccions històriques de la Mostra i es va afegir una secció especial sobre la sida amb dos llargmetratges africans. Aquests formaven part de la programació cultural associada a la XIV Conferència Internacional sobre la sida que se celebrava a Barcelona en paral·lel a la Mostra el 7 i el 12 de juny de 2002.
Es van afegir dos homenatges a cineastes en seccions de Retrospectiva dedicades a Chantal Akerman i a Ulrike Ottinger, aquesta última en col·laboració amb l'Institut Goethe. També es va comptar amb seccions especials per tractar temes d'interès per als corrents feministes, com ara Sexe, mentides i mundialització que va incloure, entre d'altres, un programa de curtmetratges sobre el treball domèstic amb propostes de Gran Bretanya i els Estats Units. La darrera innovació de la Mostra va ser una secció de Memòria i registre visual que recuperava la iniciativa del col·loqui celebrat l'any anterior i que se centrava en les lluites de les dones des de diverses òptiques.
La secció Panorama va comptar amb pel·lícules de França, els Estats Units, Zimbàbue, Bèlgica, Polònia i el Canadà. Pel que fa a la secció de Curtmetratges aquesta va ser el resultat de la primera convocatòria realitzada per TRAMA, Coordinadora de Muestras y Festivales de Cine i va comptar amb la participació d'artistes com Lourdes Iglesias, Áurea Martínez o Antonia San Juan.
Per acabar, l'elaboració d'un curtmetratge col·lectiu amb la convocatòria Un espai propi, un film col·lectiu va impulsar la crida per rebre propostes sobre el tema general del veïnatge.

### Onzena edició (2003)
Celebrada entre el 9 i el 15 de juny de 2003 als Cinemes Verdi de Barcelona, aquesta edició de la Mostra va estar caracteritzada per la inclusió de quatre programes especials, així com de seccions d'homenatge i també les seccions habituals de llargmetratges Panorama i de curtmetratges Curts en femení. Per començar, la secció Clàssiques de la mostra va destacar la feina de tres cineastes programades en edicions anteriors: Agnès Varda, Chantal Akerman i Ulrike Ottinger. Addicionalment es va recuperar la secció Pioneres amb muntatges d'Alice Guy, Germaine Dulac i Matilde Landeta.
La Mostra també va encetar una secció titulada Recuperacions en què es va projectar una pel·lícula de la cineasta brasilera Suzana Amaral. A més, la recuperació de l'obra de cineastes internacionals també es va manifestar en les dues seccions de Retrospectiva dedicades a la japonesa Naomi Kawase i a la catalana Núria Olivé-Bellés.
Des d'una perspectiva més social que d'homenatge, la Mostra també va programar la projecció d'una secció titulada Indisposades i polítiques, l'actualitat de la ficció i el documental amb propostes que fugien dels pactes socials del patriarcat i alhora tenien un fort component social i una gran voluntat de transformació.
Per acabar, la mostra va projectar quatre programes temàtics especials: Just do it! Gènere, performativitat i narratives de treball, Gran Angular, Una mirada a la violència envers les dones i Àfrica.
La convocatòria per l'any següent per a la creació d'una pel·lícula col·lectiva va estar centrada en les mares i la maternitat.

### Dotzena edició (2004)
L'edició del 2004 es va celebrar entre el 4 i el 10 de juny als cinemes Verdi. La seva programació va estar formada per les habituals seccions de Curts en femení  i Panorama, amb afegits d'homenatge en particular a dones cineastes com ara el Clàssiques de la Mostra que aquell any va incorporar aportacions cinematogràfiques de Naomi Kawase al repetori habitual o el programa Recuperacions que va mostrar part de l'obra cinematogràfica de Laura Mulvey. També es va repetir la secció Pioneres que va comptar amb projeccions dels anys trenta de cineastes com ara Elinor Glyn i Esfir Xub. Més enllà del panorama cinematogràfic també es va fer un homenatge a la feminista afroamericana Audre Lorde a través de la projecció de films basats en la seva figura i idees.
La Mostra de 2004 va incorporar visions cinematogràfiques internacionals, enguany amb un monogràfic titulat Visions de la República Democràtica Alemanya amb pel·lícules realitzades per dones anys abans de la caiguda del mur de Berlín. Així mateix, va mantenir el punt de vista crític i feminista amb les aportacions del programa especial Real TV:(Contra)representacions mediàtiques des dels feminismes.
Finalment, la crida per a l'elaboració d'un film col·lectiu a partir de curts d'un minut es va centrar en la visió particular de les dones participants sobre els desplaçaments.

### Tretzena edició (2005)
Aquesta Mostra es va celebrar entre el 6 i el 16 de juny de 2005 als Cinemes Verdi i a la Filmoteca de Catalunya. Va comptar amb les sessions habituals Clàssiques de la Mostra sense cap afegit amb respecte als noms que hi figuraven, així com les seccions del llargmetratges de ficció i documental Panorama i els Curts en Femení.
Pel que fa a les seccions d'homenatge, Pioneres va comptar amb les aportacions dels anys vint i trenta del segle XX de directores com ara Dorothy Arzner, Frances Marion i Leni Riefenstahl. A aquest reconeixement va anar acompanyat d'una secció Recuperacions dedicada a Cecilia Bartolomé i d'un Especial dedicat a Helena Lumbreras. Així mateix, seguint l'estela de l'any anterior, aquesta edició de la Mostra va dedicar un homenatge particular a l'escriptora i filòsofa estatunidenca Susan Sontag.
En la línia de la recuperació històrica i la vinculació amb el present, la Mostra va fer una proposta de secció titulada Black Power, concretament enfocada en la figura de l'activista Angela Davis a través del cinema documental.
En la secció de Feminismes aquesta edició va projectar quatre documentals sobre diversos moviments i col·lectius feministes, mentre que amb la secció Prospectives es va posar l'accent en el Poblenou i en com hi convivia l'immigració amb el procés urbanístic del barri.
Per acabar, la crida de curtmetratges d'un minut per a l'elaboració d'un film col·lectiu d'aquell any va proposar la temàtica de les alegries.

### Catorzena edició (2006)
Aquesta edició de la Mostra es va celebrar entre el 8 i el 18 de juny a la Filmoteca de Catalunya. A banda de les habituals seccions de llargmetratges Panorama i de curtmetratges Curts en femení, aquest any la projecció de curtmetratges es va centrar de nou en el reconeixement a cineastes històriques i en la projecció de films amb una forta vinculació amb les reivindicacions del feminisme. També va haver-hi lloc per a la memòria històrica, doncs a Panorama es va projectar un documental amb motiu del 60è aniversari de l'alliberament del camp de concentració de dones de Ravensbrück titulat Ravensbrück, l'infern de les dones de Montse Armengou.
Pel que fa a les seccions d'homenatge, destaquen particularment les Recuperacions d'Ida Lupino i Dorothy Arzner, dues realitzadores poc conegudes al país. Així mateix, es va reprendre el fil de la recerca sobre cineastes espanyoles del passat recent amb un Especial dedicat a Cecilia Bartolomé. La secció Clàssiques de la mostra es va incorporar dins de la secció de documentals de Panorama amb la projecció d'obres de Chantal Akerman.
Per una altra banda, la vessant més reivindicativa de la Mostra va estar encapçalada per la secció Feminismes amb quatre documentals per recuperar la memòria d'aquesta lluita a través del sufragisme, el lesbiansime o la vida de l'escriptora Benôite Groult. En aquesta edició també es van crear dues seccions específiques per reflectir la realitat de les dones a través del cinema titulades De violències i resistències i Treballadores globalitzades amb propostes que denunciaven l'explotació laboral de les dones del món i la violència masclista. Finalment, a les projeccions de tall reivindicatiu es va sumar una selecció feta per Montse Romaní, Maria Ruido i Virginia Villaplana titulada Les narratives del treball.
Pel que fa a l'elaboració del film comunitari a partir d'aportacions d'un minut Un espai propi,un film col·lectiu la convocatòria de 2006 es va obrir a que les dones expressessin el seu punt de vista sobre les edats.

### Quinzena edició (2007)
Celebrada entre el 8 i el 17 de juny de 2007 entre la Filmoteca de Catalunya i l'Espai Francesca Bonnemaison. La programació d'aquest esdeveniment va seguir mantenint un posat crític envers la realitat i el món del cinema. Per celebrar el quinzè aniversari, l'organització va programar una retrospectiva de pel·lícules projectades al llarg de les edicions anteriors, amb títols de Lizzie Borden, Barbara Teufel, Connie Field, Anne-Marie Miéville i Anastasia Lapsui.
Pel que fa als homenatges particulars, l'edició va dedicar un espai de reconeixement a l'obra de Mercè Vilaret  i un altre a la de Danièle Huillet. També es va projectar part de la producció cinematogràfica de Vera Neubauer a la Retrospectiva i va recuperar la secció Pioneres amb obres d'Arzner i Takaka.
Com a novetat, aquesta edició va incorporar una sessió infantil que va comptar amb la projecció d'una sola pel·lícula de producció francesa realitzada per Charlotte Lowe.
Més enllà de la secció Panorama i Curts en femení, aquesta edició va explorar temes com ara les condicions de vida a Palestina a través de la secció Palestina: diaris del setge amb òptiques femenines que explicaven la realitat del conflicte des del seu punt de vista, allunyat del periodisme. Per a aquesta proposta en concret la Mostra va comptar amb el suport de Shashat Woman Cinema, l'entitat organitzadora de la Mostra de Cinema de dones que se celebrava a territori palestí. Per una altra banda, les artistes Montse Romaní i Virgínia Villaplana van tornar a programar una secciió pròpia, titulada Utopies reversibles.
Pel que fa a l'elaboració del film col·lectiu, coordinat en aquesta ocasió per la directora de cinema Rosa Vergés, el tema escollit va ser Insubordinades.

### Setzena edició (2008)
L'edició del 2008 es va celebrar entre el 8 i el 18 de juny a la Filmoteca de Catalunya i a l'Espai Francesca Bonnemaison. La programació va mantenir la línia habitual de projeccions a les seccions Panorama i Curts en femení, però va incloure un significatiu homenatge a la feminista i filòsofa Simone de Beauvoir a partir de l'emissió de cinc documentals sobre la seva figura i el seu pensament.
També es va repetir la secció Pioneres que va projectar aportacions de Lois Weber i Frances Marion rodades als anys vint. Així mateix, es van programar especials en honor de Yervant Gianikian i d'Angela Ricci Lucchi, un monogràfic dedicat a Gaëlle Vu i una Retrospectiva de l'obra de la soviètica Larisa Xepitko.
Pel que fa a les seccions de contingut social, aquesta edició va dedicar una secció especial al treball de dues realitzadores sobre com les dones convivien amb la rígida realitat social de l'Afganistan amb el títol Mirades de Kabul. Així mateix, amb el títol Què se n'ha fet de la revolució? es van programar cinc documentals crítics amb les utopies projectades per les revolucions que es van produïr o projectar en temps recents a Xile, la URSS, Itàlia i Algèria. Per una altra banda, les artistes Montse Romaní i Virgínia Villaplana van programar una secció d'Etnografies Experimentals amb reflexions sobre estètica, geopolítica, gènere i globalització a partir de diverses narratives audiovisuals.
Pel que fa a la crida per una pel·lícula col·lectiva a partir de fragments d'un minut, aquesta va estar enfocada al tema dels pecats.

### Dissetena edició (2009)
Aquesta edició es va celebrar entre l'11 i el 21 de juny de 2009 entre la Filmoteca de Catalunya, l'Espai Francesca Bonnemaison i el CCCB. Les principals línies de treball en aquesta mostra van ser la construcció de la memòria, és a dir, les relacions entre el passat i el present, i la construcció de les identitats, inclosos els seus condicionants.
A més de les clàssiques seccions de llargmetratges Panorama i Curts en femení  es va retre homenatge a la filmografia i la capacitat creativa de la directora belga Agnès Varda amb una secció particular. Pel que fa a la resta de reconeixements, la secció habitual Clàssiques va incloure obres d'Ulrike Ottinger, Naomi Kawase i de la mateixa Varda, alhora que es van programar monogràfics dedicats a Angela Ricci, Yervant Gianikian i a Marie Menken, aquesta última presentada per l'especialista Nicole Brenez.
Les sessions de tall més reinvindicatiu es van agrupar sobre dos títols, El sexe del àngels per parlar de la fragilitat de la performativitat de la identitat i Subtrames, sobre la pedagogia de la imatge a partir de les narratives del gènere. Aquesta darrera secció la van programar les artistes Montse Romaní i Virginia Villaplana.
La crida per al vídeo del minut d'aquell any va estar enfocada al tema dels interrogants.

### Divuitena edició (2010)
La divuitena edició de la Mostra de Films de Dones de Barcelona va tenir les seccions habituals de "Panorama", "Clàssiques", "Pioneres", "El sexe dels àngels", "Curts en femení" i "el vídeo del minut". A més, hi va haver les seccions especials: "Imatges del desig: el cinema de Bette Gordon, "Històries del feminisme", "Asajos visuals", "A la mexicana. Dones i animació a Mèxic" i "Aprenentatges desplaçats".

### 19a Edició - 2011
L'any 2011 es va fer la dinovena Mostra Internacional de Films de Dones de Barcelona. Les seccions habituals que hi va haver són "Panorama", "Clàssiques", "el sexe dels àngels", "curts en femení" i "el vídeo al minut". Les seccions especials van ser: "Cecilia Mangini. Visioni e passioni", "No Wave", "Militàncies de la memòria", "Anomia" i "Elogi i refutació de la memòria".

### 20a Edició - 2012
La vintena edició de la Mostra Internacional de Films de Dones de Barcelona va ser el 2012. Les seccions habituals foren "El vídeo del minut: La revolució", "curts en femení" i "el sexe dels àngels". Les seccions especials que va tenir la vintena Mostra són: "Sessions especials", "Territoris intervinguts", "Actes d'escolta. Imaginaris postcolonials", "Joves realitzadores magrebines", "El cinema de les autores: Agnès Varda", "Imaginar el futur", "Interroar el passat" i "una antologia".

### 21a Edició - 2013
L'any 2013 es va celebrar la vint-i-unena edició de la Mostra Internacional de Films de Dones de Barcelona. En aquesta edició es van fer les seccions habituals de "Panorama", "el vídeo del minut" i "curts en femení" dedicat a cineastes emergents. Les seccions noves i especials que hi va haver són: "Sessions a l'aire lliure", "La història que el cinema destapa", "La paraula de Hannah Arendt", "Directora: Liv Ullmann" i "Fora de programa: Després del conflicte".

### Vintidosena edició (2014)
Aquesta edició de la mostra es va celebrar entre el maig i el desembre de 2014 a la Filmoteca de Catalunya, al Centre de Cultura de Dones Francesca Bonnemaison, al CCCB, als Cinemes Boliche i a la seu de la SGAE. Així mateix, algunes de les propostes es van incloure a la secció La Mostra a les places, que va traslladar al barri del Raval i a la vila de Gràcia les produccions cinematogràfiques de Vera Chytilová i Herbert Biberman durant el mes de juny i així com la secció Curts en femení 2013, que també es va projectar fora de les acostumades sales.
El CCCB va ser l'espai escollir per l'organització per posar en marxa el programa Fora de Programa amb la projecció del film 475 Break the silence, de la cineasta Hind Bensari.
La desaparició de la secció clàssica Panorama es va compensar amb l'aparició de la secció La Mostra a la Fimoteca on es van projectar llargmetratges de ficció i documentals i un nou homenatge a Alice Guy a través de les seves creacions còmiques. En la vessant més reivindicativa, l'edició de 2014 va comptar amb les seccions Mudances visuals i transfiguracions femenines, La història del cinema destapa: La meitat del cel i Latitud Sur: Ventana Mujeres en Foco, aquesta darrera posant l'accent en creacions d'autores sud-americanes.
La col·laboració amb el Centre de Cultura de Dones Francesca Bonnemaison es va materialitzar en forma d'homenatges a cineastes i propostes centrades particularment en el món de les dones. Al maig de 2014 s'hi va estrenar el cicle Sontag/Varda que presentava un diàleg entre l'obra de les dues creadores.  També al mateix lloc, l'organització va programar el cicle She-Culture amb cinc curtmetratges produïts per l'espai que avaluaven les polítiques de gènere en l'àmbit de la cultura. Per acabar, en col·laboració amb l'Institut Goethe, la Mostra va oferir una Retrospectiva de l'obra de Helke Sander.
La crida per a la creació del vídeo del minut de l'edició de 2014 va estar centrada en el tema dels excessos. El resultat es va projectar a l'edició de l'any 2015 al La Virreina i al Centre de Cultura de Dones Francesa Bonnemaison.
Com a novetats, aquesta edició de la Mostra va comptar amb el programa Itineràncies dedicat a les produccions cinematogràfiques de dones catalanes. Les projeccions d'aquestes pel·lícules es van programar a Igualada, Manresa, Montcada i Reixac, Sant Cugat del Vallès, Vic i Vilafranca del Penedès. També va presentar per primera vegada tot el seu arxiu històric en línia, obert per a consulta, amb la intenció de garantir el llegat de les dones cineastes.

### Vintitresena edició (2015)
L'edició del 2015 es va celebrar entre el 27 d'abril i el desembre  a la Filmoteca de Catalunya, al Centre de Cultura de Dones Francesca Bonnemaison, a La Virreina i al CCCB  i a la seu de la SGAE. També va comptar amb un espai a la plataforma d'emissió per streaming Filmin.
La novetat d'aquest any va ser la presentació de Mostra Distribucions, la distribuidora de pel·lícules fora dels cinemes. La primera projecció va ser Menopausa rebel d'Adele Tulli. També es van afegir activitats paral·leles a la Mostra, com ara diàlegs entre guionistes coordinats per l'actriu Marta Molins.
Entre els homenatges a cineastes destaca la projecció de la Retrospectiva dedicada a la directora Carole Roussopoulos i la seva obra de documentació de les diverses onades feministes, treballada en col·laboració amb el Centre Audiovisual Simone de Beauvoir i La Bonne. A més, l'edició de 2015 va dedicar una secció a les Pioneres del documental llatinoamericà.
Pel que fa a les seccions més contemporànies, la Mostra va presentar seccions de curtmetratges nacionals amb el títol Conegudes (també) a casa 2015 i la nova onada creativa de cineastres alemanyes a Noves creadores alemanyes. En l'àmbit més reivindicatiu, el 2015 va estar marcat per la projecció de la secció de Manifestos Fílmics Feministes amb propostes de cineastes com ara Naomi Kawase, Su Friedrich, Martha Rosler, Chantal Akerman o Eugènia Balcells entre d'altres.
A banda de les noves incorporacions, la Mostra va mantenir formats estrenats en anys anteriors, com ara La Mostra a les places, La Mostra a la Filmoteca o el programa Itineràncies.
La creació d'una pel·lícula col·lectiva a partir de curtmetratges d'un minut va estar dedicada a la temàtica dels amors.

### Trentadosena edició (2024)
Amb el lema «Inventar cartografies habitables» aquesta edició va estar centrada en com les cineastes han reflectit espais, territoris i microcosmos visibiles i invisibles a les seves produccions.
Dins de l'edició, el programa Persistències fílmiques celebrat a la Filmoteca de Catalunya va recuperar l'esperit de les primeres edicions establint un diàleg entre peces contemporànies i produccions antigues, principalment a través de narratives que desafien l'historiografia tradicional. El mateix espai va acollir una Retrospectiva d'homenatge a la cineasta cubana Sara Gómez amb motiu del 50è aniversari de la seva mort.

#### Vol. 1
El primer volum d'aquesta edició es va celebrar entre el 21 de maig i el 7 de juliol de 2024 a la Filmoteca de Catalunya, però també va traslladar part de les projeccions i propostes a altres espais de Barcelona, com ara les seves places, el Centre d'Arts Santa Mònica o als centres educatius de la ciutat.

### Trentatresena edició (2025)
Està previst que el primer volum dels dos que compondran la Mostra del 2025 se celebri entre el 22 de maig i el 20 de juny a la Filmoteca de Catalunya.